# Еива
Eiwa (永和) је јапанска ера (ненко) Северног двора током првог раздобља Муромачи периода, познатог још и као Нанбокучо период. Настала је после Оан и пре Корјаку ере. Временски је трајала од фебруара 1375. до марта 1379. године. Владајући монарх у Кјоту био је цар Го-Енју а у Јужном двору у Јошину цар Чокеи.
У исто време је на југу текла ера Тенџу (1375–1381).

## Важнији догађаји Еива ере
- 1375. (Еива 1, трећи месец): Шогун Ашикага Јошимицу посећује храм Ивашимизу где као поклон оставља мач, златну фолију за украшавање храма и коње за потребе људи који бораве у њему.[4]
- 1375. (Еива 2, четврти месец): По први пут је шогуну дозвољено да уђе у личне царске одаје у двору у Кјоту.[4]
- 1377. – Дипломата из Горјеоа (Кореје) Jeong Mongju сусрео се са представником шогуна и песником по имену Имагава Рјошун у Кјушуу. Циљ ове дипломатске мисије била је заједничка акција у сузбијању пиратства.[5]
- 1378. (Еива 4, трећи месец): Јошимицу се сели у свој нови луксузни дом у Муромачију под називом „Хана но гошо“.[6][7]